# Tiền cheo
Tiền cheo là một khoản tiền nộp cho làng xã ở Việt Nam trước Chiến tranh thế giới thứ hai khi người con gái lấy chồng. Khoản tiền này thường do nhà trai lãnh trả như một sính lễ trong thủ tục cưới hỏi. Bên nhận là làng của cô dâu.

## Lịch sử
Lệ nộp cheo không rõ xuất hiện từ thời nào như đến nhà Hậu Lê thì đã phổ biến. Năm 1663 triều Cảnh Trị đã có dụ cấm hương chức địa phương đòi tiền cheo quá lạm, chỉ cho phép thâu một quan tiền và một vò rượu. Huấn lệnh này đến năm 1760 triều Cảnh Hưng thứ 21 lại được triều đình sức xuốnng Ty Thừa hiến ban bố "Tứ thập thất điều", trong đó điều thứ 40 hạn chế tiền cheo 1 quan cho các phủ huyện để biết mà tuân theo.
Đầu triều Gia Long nhà Nguyễn thì ấn định tiền cheo tối đa là 1 quan 2 tiền cho nhà giàu; nhà nghèo chỉ phải nộp 3 tiền.

## Giá trị hành chánh
Thời kỳ phong kiến lúc chưa có lệ làm giấy giá thú thì khi hương chức làng nhận tiền cheo sẽ cấp phái lai, tức giấy biên nhận để làm bằng. Giấy này có giá trị như hôn thú, chứng nhận cặp vợ chồng là hôn phối dưới mắt nhà chức trách làng xã và cộng đồng địa phương. Không có giấy nộp tiền cheo thì coi như không cưới.
Theo thông lệ thì cheo nộp bằng tiền nhưng cũng có nơi nộp bằng hiện vật tùy theo đòi hỏi của làng.

## Giá trị văn hóa
Lệ nộp cheo cũng là một nét trong văn hóa Việt Nam như qua ca dao, phổ biến có câu:
Giúp em quan tám tiền cheo
Quan năm tiền cưới lại đèo buồng cau...